# Alstroemeria decora
Alstroemeria decora este o specie de plante monocotiledonate din genul Alstroemeria, familia Alstroemeriaceae, descrisă de Pierfelice Ravenna. Conform Catalogue of Life specia Alstroemeria decora nu are subspecii cunoscute.